# Tannières
Tannières és un municipi francès situat al departament de l'Aisne i a la regió dels Alts de França. L'any 2007 tenia 13 habitants.

## Demografia

### Població
El 2007 la població de fet de Tannières era de 13 persones. Hi havia 8 famílies de les quals 4 eren unipersonals (4 dones vivint soles i 4 dones vivint soles) i 4 famílies monoparentals amb fills.
La població ha evolucionat segons el següent gràfic:
Habitants censats

### Habitatges
El 2007 hi havia 14 habitatges, 8 eren l'habitatge principal de la família, 3 eren segones residències i 3 estaven desocupats. Tots els 14 habitatges eren cases. Dels 8 habitatges principals, 3 estaven ocupats pels seus propietaris, 4 estaven llogats i ocupats pels llogaters i 1 estava cedit a títol gratuït; 1 tenia dues cambres, 1 en tenia tres, 3 en tenien quatre i 3 en tenien cinc o més. 2 habitatges disposaven pel capbaix d'una plaça de pàrquing. A 2 habitatges hi havia un automòbil i a 1 n'hi havia dos o més.

### Piràmide de població
La piràmide de població per edats i sexe el 2009 era:
| Homes | Edats   | Dones |
| ----- | ------- | ----- |
| 0     | 95 o +  | 0     |
| 0     | 90 a 94 | 0     |
| 0     | 85 a 89 | 0     |
| 0     | 80 a 84 | 0     |
| 0     | 75 a 79 | 0     |
| 4     | 70 a 74 | 0     |
| 0     | 65 a 69 | 4     |
| 0     | 60 a 64 | 0     |
| 0     | 55 a 59 | 0     |
| 0     | 50 a 54 | 0     |
| 4     | 45 a 49 | 0     |
| 4     | 40 a 44 | 4     |
| 0     | 35 a 39 | 0     |
| 4     | 30 a 34 | 0     |
| 8     | 25 a 29 | 0     |
| 0     | 20 a 24 | 0     |
| 4     | 15 a 19 | 0     |
| 0     | 10 a 14 | 0     |
| 0     | 5 a 9   | 0     |
| 0     | 0 a 4   | 0     |

## Economia
El 2007 la població en edat de treballar era d'11 persones, 6 eren actives i 5 eren inactives. De les 6 persones actives 5 estaven ocupades (3 homes i 2 dones) i 1 aturada (1 dona i 1 dona). De les 5 persones inactives 1 estava jubilada, 1 estava estudiant i 3 estaven classificades com a «altres inactius».

## Poblacions més properes
El següent diagrama mostra les poblacions més properes.